# دالة كتلة الأنظمة الثنائية
في علم الفلك، دالة كتلة الأنظمة الثنائية أو ببساطة دالة الكتلة هي دالة تقيد كتلة المكون غير المرئي (عادة ما يكون نجمًا أو كوكبًا خارج المجموعة الشمسية) في نجم ثنائي طيفي أحادي الصف أو في نظام كوكبي. يمكن حسابها فقط من خلال كميات قابلة للرصد، وهي الفترة المدارية للنظام الثنائي، وذروة السرعة الشعاعية للنجم المرصود. توفر سرعة أحد أعضاء النظام الثنائي والفترة المدارية معلومات (محدودة) حول المسافة الفاصلة بين المكونان وقوة الجذب بينهما، وبالتالي كتلتيهما.

## تمهيد
تخضع دالة كتلة الأنظمة الثنائية لقانون كبلر الثالث عند تضمين السرعة الشعاعية لمكون واحد مرصود في النظام الثنائي. يصف قانون كبلر الثالث حركة جسمين يدوران حول مركز كتلة مشترك. إذ يربط الفترة المدارية للجرمين (الوقت اللازم لإكمال مدار واحد كامل) مع المسافة بينها (الانفصال المداري)، ومجموع كتلتيهما. في حال ثبات الانفصال المداري، فكلما زادت كتلة النظام الإجمالية، تزداد السرعة المدارية للمكونين. من ناحية أخرى، في حال ثبات كتلة النظام، تشير الفترة المدارية الأطول إلى انفصال أكبر وسرعات مدارية أقل.
نظرًا لأن الفترة المدارية والسرعات المدارية في النظام الثنائي ترتبط بكتلة مكونا النظام الثنائي، يوفر قياس هذه المعاملات بعض المعلومات حول كتلة أحد المكونين أو كليهما. ولكن نظرًا لعدم إمكانية تحديد السرعة المدارية الحقيقية بشكل عام، فإن هذه المعلومات محدودة.
السرعة الشعاعية هي مكون السرعة المدارية باتجاه خط رؤية الراصد. على عكس السرعة المدارية الحقيقية، يمكن تحديد السرعة الشعاعية من تحليل دوبلر الطيفي للخطوط الطيفية لضوء النجم، أو من خلال قياس الاختلافات في أوقات وصول النبضات من نباض راديوي. يُطلق على النظام الثنائي اسم نظام ثنائي طيفي أحادي الصف إذا كان من الممكن قياس الحركة الشعاعية لأحد المكونين فقط. في هذه الحالة، يمكن تحديد حد أدنى لكتلة المكون الآخر (غير المرئي).
لا يمكن تحديد الكتلة الحقيقية والسرعة المدارية الحقيقية من السرعة الشعاعية لأن الميل المداري غير معروف بشكل عام. (يعبر الميل عن تموضع المدار بالنسبة لوجهة نظر الراصد، ويربط السرعة الحقيقية بالشعاعية) يسبب هذا انفطارًا بين الكتلة والميل. على سبيل المثال، إذا كانت السرعة الشعاعية المقاسة منخفضة، فقد يعني ذلك أن السرعة المدارية الحقيقية منخفضة (ما يشير إلى وجود أجسام ذات كتلة منخفضة) وأن الميل مرتفع (أي أن الراصد يرى حافة المدار) أو أن السرعة الحقيقية عالية (ما يشير إلى وجود أجسام ذات كتلة عالية) ولكن قد يعني أن الميل منخفض (أي أن الراصد يرى مستوى المدار مباشرةً).

## تطبيقات

### ثنائيات الأشعة السينية
إذا كان النجم المسرع في ثنائيات الأشعة السينية يمتلك كتلةً ذات حد أدنى يتجاوز بشكل كبير حد تولمان-أوبنهايمر-فولكوف (الحد الأقصى للكتلة الممكنة للنجوم النيوترونية)، فمن المتوقع أن يكون ثقبًا أسود. هذا هو الحال في نجم الدجاجة إكس 1 على سبيل المثال، حيث جرى قياس السرعة الشعاعية للنجم المرافق.

### الكواكب الخارجية
تجعل الكواكب الخارجية نجمها المضيف يتحرك في مدار صغير حول مركز كتلة نظام الكوكب والنجم. يمكن رصد هذا «التمايل» إذا كانت السرعة الشعاعية للنجم عالية بما فيه الكفاية. هذه هي طريقة السرعة الشعاعية للكشف عن الكواكب الخارجية. باستخدام دالة الكتلة والسرعة الشعاعية للنجم المضيف، يمكن تحديد الحد الأدنى لكتلة الكواكب الخارجية.:9 قاد استخدام هذه الطريقة على قنطور الأقرب، أقرب نجم إلى الشمس، إلى اكتشاف قنطور الأقرب بي، وهو كوكب أرضي ذي كتلة تعادل 1.27 ضعف كتلة الأرض على الأقل.

### الكواكب النابضة
الكواكب النابضة هي كواكب تدور حول النجوم النابضة، وقد اكتُشف العديد منها باستخدام طريقة زمن النابض. تنبع اختلافات السرعة الشعاعية للنباض من الفترات المتغيرة لأوقات وصول النبضات. اكتُشف أول كوكب خارجي باستخدام هذه الطريقة عام 1992 حول نباض مللي ثانية يُسمى بّي إس آر 1257 + 12. مثال آخر هو بّي إس آر جاي 1719 1438، نباض مللي ثانية يدور حوله كوكب يُسمى بّي إس آر جاي 1719 1438 بي، الذي يتمتع بكتلة تساوي تقريبًا كتلة المشتري على الأقل، ذلك وفقًا لدالة الكتلة.